# Agustín Da Silveira
Agustín Da Silveira Muñoa (Artigas, 11 dicembre 2000) è un calciatore uruguaiano, difensore dello Sportivo Trinidense.

## Caratteristiche tecniche
È un difensore centrale.

## Carriera
Cresciuto nel settore giovanile del Peñarol, ha esordito in prima squadra il 6 agosto 2021 in occasione dell'incontro di Primera División Profesional vinto 1-0 contro il Cerro Largo.